# Bouissate
 (mai 2025).

Le bouissate est un gâteau judéo-marocain. 
Il est préparé avec de boules de pâte d'amande cuites puis enrobées de glaçage. Les gâteaux sont ensuite collés deux par deux, d'où le nom du gâteau, bouissate voulant dire « bisous ».[En quoi ?]